# Romanos Melikjan
Romanos Melikjan (armenisch Ռոմանոս Հովակիմի Մելիքյան Romanos Howakimi Melikjan; russisch Романос Овакимович Меликян Romanos Owakimowitsch Melikjan, wiss. Transliteration Romanos Ovakimovič Melikjan; auch Melikyan oder Melikian; * 1. Oktober 1883 in Kisljar, Russisches Kaiserreich; † 30. März 1935 in Tiflis, Georgische SSR, Sowjetunion) war ein armenisch-sowjetischer Komponist.

## Leben
Nach dem Schulbesuch im armenischen Rostower Stadtteil Nor-Nachitschewan und einer Ausbildung an der Musikschule Rostow am Don war Melikjan von 1905 bis 1907 als Chorleiter in Moskau tätig und nahm Unterricht bei Michail Ippolitow-Iwanow. In jenen Jahren hatte er bereits begonnen, Volkslieder zu sammeln und zu arrangieren. So beschäftigte er sich, beauftragt von der Ethnographischen Kommission, mit armenischer Folklore auf der Krim und begann ein Studium am Volkskonservatorium Moskau bei Sergei Tanejew und Boleslaw Jaworskyj, das er jedoch 1908 krankheitshalber aufgeben musste. Im selben Jahr zog er nach Tiflis und rief dort die Musikalische Liga ins Leben, aus der später die einflussreiche Armenische Musikgesellschaft entstand. Von 1910 bis 1914 setzte Melikjan seine Studien am Sankt Petersburger Konservatorium bei Wassili Kalafati und Maximilian Steinberg fort. 1915 kehrte er nach Tiflis zurück und reiste 1916 mit einer Delegation in die Provinz Van, um der dortigen Bevölkerung nach dem von Türken verübten Völkermord an den Armeniern Hilfe zu leisten. 1918 wurde Melikjan – nach Zwischenstationen u. a. in Pjatigorsk –  Musikdirektor am Haus der Armenischen Kultur in Moskau.

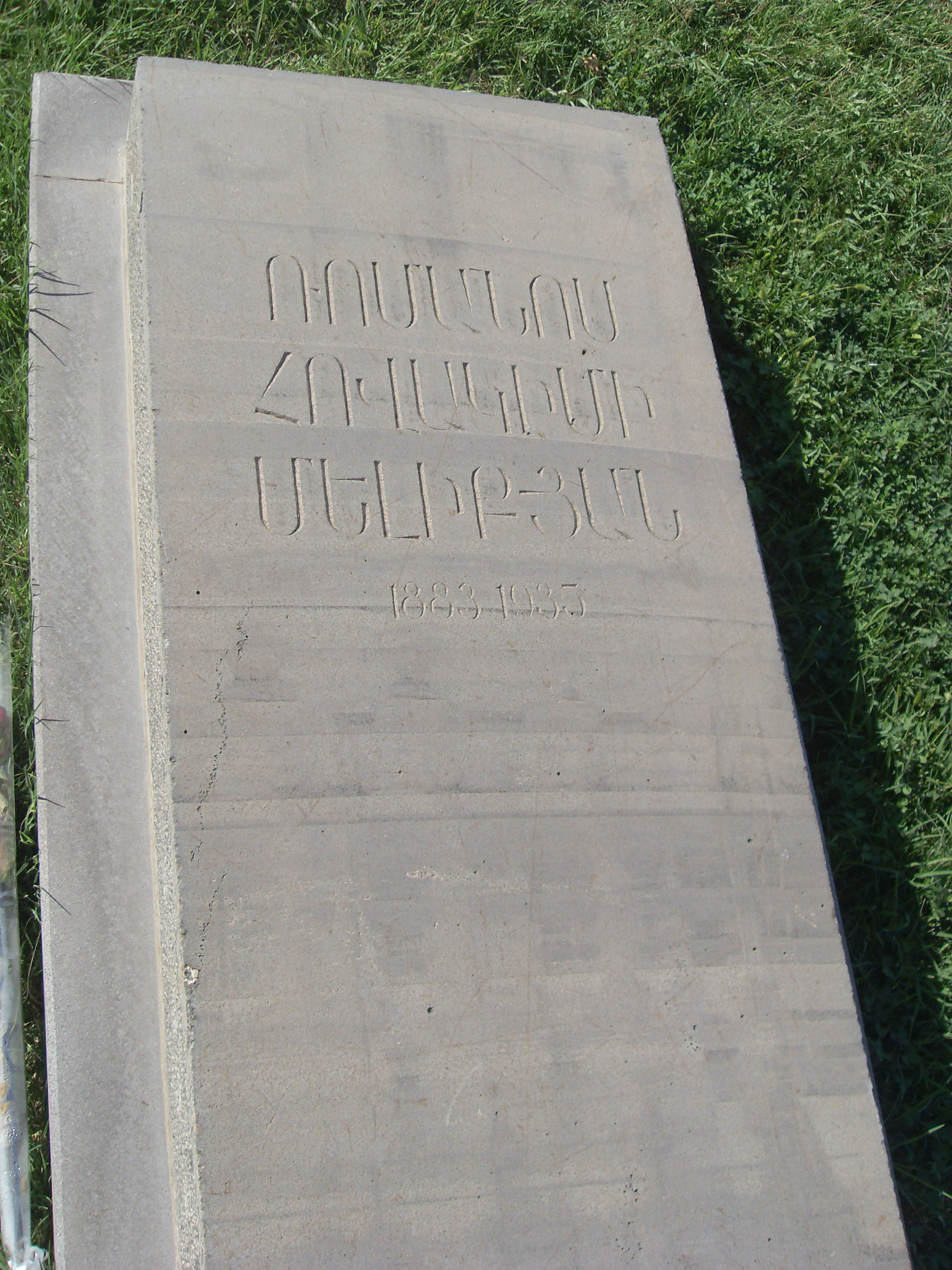
Grabmal von Romanos Melikjan im Komitas Pantheon von Jerewan

Ab 1920 lebte er abwechselnd in Tiflis und in Jerewan. Mit Unterstützung der Sowjetregierung begründete er 1921 in Jerewan ein Musikstudio, aus dem 1923 das spätere Komitas-Konservatorium hervorging. 1924/25 rief er in Stepanakert, der damaligen neuen Hauptstadt der Autonomen Oblast Bergkarabach, ebenfalls eine Musikschule ins Leben. Zurück in Tiflis, leitete er die Musikschule am Haus der Armenischen Kunst (Hayartun). Ab 1926 setzte er sich in Jerewan für erste Opernaufführungen des Komponisten Aleksandr Spendiarjan ein und wurde 1933 Mitgründer sowie erster Leiter des dortigen Spendiarjan Opern- und Ballett-Theaters. Melikjan starb im März 1935 in Tiflis, sein Grabmal befindet sich auf dem Friedhof Komitas Pantheon in Jerewan. Nach dem Komponisten benannt ist das Romanos Melikyan Yerevan State Music College.

## Bedeutung
Melikjan zählte zu den Pionieren und Gründervätern der klassischen armenischen Musik. Er schrieb Werke für Chor, Sologesang und Klavier, vor allem Romanzen und Liederzyklen. Zu seinen bekanntesten Romanzen zählen Rose, L'Automne, Le Saule und La Séparation Rose. Stilistisch war er in der Romantik und der modalen Harmonik der armenischen Folklore verwurzelt. Melikjan trug außerdem entscheidend dazu bei, dass das Werk des armenischen Komponisten Komitas Vardapet wiederentdeckt wurde, und setzte damit Impulse für die neuere armenische Musik. Mit seinen Volksliedarrangements übte er einen großen Einfluss auf nachfolgende Komponistengenerationen aus.